# بلدية (مصطلح)
البلدية هو مصطلح عربي يشير الى نوع من التقسيم الإداري للمناطق سواء كانت "منطقة رئيسية"أو "منطقة"منطقة فرعية". جمع كلمة بلدية هو بلديات. نحويًا، ويمكن ان تشير كلمة بلده الى منطقة ريفية او شعبية.
أيضا يستخدم كلمة أمانة للتقسيم الاداري للمناطق.

## الدول العربية

### القائمة
| الأمثلة                    | ملاحظة                                          |
| -------------------------- | ----------------------------------------------- |
| قائمة قوائم بلديات الجزائر | يشير الى التقسيمات الإدارية على المستوى الثالث. |
| قائمة بلديات لبنان         | يشير الى التقسيمات الإدارية على المستوى الثالث. |
| قائمة بلديات قطر           | المستوى الأعلى                                  |
| بلديات ليبيا               | قبل عام 1995 وبعد عام 2013                      |
| التقسيمات الإدارية في دمشق |                                                 |

### اخرى
- بلدية منطقة الظفرة.
- بلدية دبي.
- بلدية عنيزة.

## تركيا
في اللغة التركية، كلمة belediye أو belediyesi، وهي مستعارة من اللغة العربية، تعني "البلدية" أو "مجلس المدينة".

## انظر ايضا
- أوبشتينا